# Pretiale Lenkung
Die pretiale Lenkung (nach Eugen Schmalenbach) versucht die einzelnen betrieblichen Bereiche über innerbetriebliche Verrechnungspreise abzustimmen. Wenn die einzelnen Bereiche mit den optimalen innerbetrieblichen Verrechnungspreisen ihren Bereichsgewinn maximieren, maximieren sie damit gleichzeitig den Gesamtgewinn des Unternehmens.

## Das Dilemma der pretialen Lenkung
Um die optimalen innerbetrieblichen Verrechnungspreise zu ermitteln, muss das optimale, gewinnmaximierende Produktionsprogramm bekannt sein. Wenn dieses aber bekannt ist, so werden die innerbetrieblichen Verrechnungspreise zur Steuerung nicht mehr benötigt. Vielmehr kann das optimale Produktionsprogramm direkt vorgegeben werden.